# Pangio lidi
Pangio lidi är en fiskart som beskrevs av Renny Hadiaty och Maurice Kottelat 2009. Pangio lidi ingår i släktet Pangio och familjen nissögefiskar. Inga underarter finns listade i Catalogue of Life.